# Рефаэлов, Лиор
Лиор Рефаэлов (ивр. ליאור רפאלוב‎; род. 26 апреля 1986[…], Ор-Акива, Израиль) — израильский футболист, полузащитник бельгийского клуба «Андерлехт».
Выступал за сборную Израиля.

## Клубная карьера

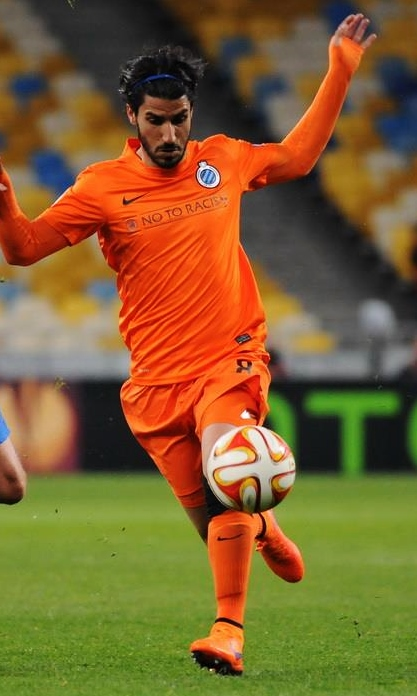
Рефаэлов в составе «Брюгге»

Рефаэлов — воспитанник клуба «Маккаби Хайфа». В сезоне 2003/2004 он забил 7 голов за молодёжную команду клуба и был признан лучшим футболистом сезона. В 2004 году он дебютировал за основной состав. В матче против «Хапоэль Назарет» Рефаэлов забил свой первый гол, реализовав пенальти. За семь сезонов Лиор трижды выиграл первенство Израиля, а в 2011 году удостоился звания футболист года.
20 июня 2011 года Рефаэлов перешёл в бельгийский «Брюгге». Сумма трансфера составила 2,5 млн евро. 31 июля в матче против «Вестерло» Лиор дебютировал за команду в Жюпиле Лиге. 7 августа в поединке против «Сент-Трюйден» он забил два гола и помог своей команде добиться ничьей. В 2015 году Лиор помог команде выиграть Кубок Бельгии. В финале против «Андерлехта» он в дополнительное время забил гол, который принёс его команде трофей. В матчах Лиги Европы против турецкого «Бешикташа», финского ХИКа и датских «Обльборга» и «Копенгагена» Рефаэлов забил шесть мячей, включая хет-трик против клуба из столицы Дании. Через год Рефаэлов стал чемпионом страны. В 2018 году он во второй раз выиграл чемпионат Бельгии.

## Международная карьера
22 августа 2007 года в товарищеском матче против сборной Беларуси Лиор дебютировал за сборную Израиля. 27 мая 2010 года в товарищеском поединке против сборной Уругвая Рефаэлов забил свой первый мяч за национальную команду.

### Голы за сборную Израиля
| # | Дата            | Место                                    | Противник         | Результат | Соревнование                       |
| - | --------------- | ---------------------------------------- | ----------------- | --------- | ---------------------------------- |
| 1 | 27 мая 2010     | Сентенарио, Монтевидео, Уругвай          | Уругвай           | 4:1       | Товарищеский матч                  |
| 2 | 17 ноября 2011  | Блумфилд, Тель-Авив, Израиль             | Исландия          | 3:2       | Товарищеский матч                  |
| 3 | 11 октября 2011 | Та-Кали, Та-Кали, Мальта                 | Мальта            | 0:2       | Чемпионат Европы 2012 квалификация |
| 4 | 6 февраля 2013  | Виннер, Натанья, Израиль                 | Финляндия         | 2:1       | Товарищеский матч                  |
| 5 | 26 марта 2013   | Уиндзор Парк, Белфаст, Северная Ирландия | Северная Ирландия | 2:0       | Чемпионат мира 2014 квалификация   |
| 6 | 24 марта 2017   | Эль Молинон, Хихон, Испания              | Испания           | 4:1       | Чемпионат мира 2018 квалификация   |

## Личная жизнь
Лиор Рефаэлов родился в Ор-Акиве 26 апреля 1986 года. Выходец из горских евреев, его родители переехали в Израиль из Дербента (Дагестан) незадолго до его рождения. У Лиора и его жены Галь есть сын и дочь: Эдриан (род. 24.04.2013) и Миа (род. 18.05.2015).

## Достижения
Командные
«Маккаби (Хайфа)»
- Чемпион Израиля (3) — 2005/06, 2008/09, 2010/11
- Обладатель Кубка Тото — 2005/06

«Брюгге»
- Чемпионат Бельгии по футболу (2) — 2015/16, 2017/18
- Обладатель Кубка Бельгии — 2014/15
- Обладатель Суперкубка Бельгии — 2016

«Антверпен»
- Обладатель Кубка Бельгии — 2019/20

Индивидуальные
- Футболист года в Израиле — 2011
- Футболист года в Бельгии — 2020